# الدبور (مسلسل)
الدبور هو مسلسل دراما سوري من إخراج تامر إسحاق وتأليف مروان قاووق. عرض المسلسل على عدد من القنوات أبرزها التلفزيون السوري والتلفزيون الليبي وقناة الجديد كما عرض بعد شهر رمضان المبارك على عدد من الفضائيات العربية. حقق المسلسل نجاح باهر في كلا الجزأين وخاصة الجزء الثاني، وذلك بسبب توقف المسلسل المنافس له باب الحارة.

## الجزء الأول
قصة المسلسل عن خطاب وأخته وأبو حمدي وعزيزة وأبو عطا، يدور السيناريو والحوار حول شاب اسمه خطاب طُرد من الحارة لمدة خمسة عشر عاماً وعاد بعد خمسة عشر عاماً بسبب عزيزة زوجة أبيه وأبو حمدي وأبو حديد وأبو الصيد، وأبو حمدي يريد سرق أرض أم خطاب وطيور أم خطاب أبو حديد يريد نقود.
رجع خطاب إلى الحارة ليسترد ماله وأملاكه ويثبت براءته من بنت الحارس ويدافع عن أخته من ظلم عزيزة وأبو حديد ثم يسترد خطاب ماله ويطرد عزيزة من بيت أمه ويأمر أبو حمدي بقتل أبوحديد.

### أما القصة الثانية في الجزء الأول
كان خطاب يحب سماح أخت أبو ماضي الذي يكره خطاب، وخطاب حاول خطب سماح لكن أبو ماضي يرفض كل مرة عندما علم أبو حمدي أن خطاب يحب أخت أبو ماضي وبعد ما أمر أبو حمدي أبو حديد بطلاق أخت خطاب، أمر أبو حديد بالزواج من أخت أبو ماضي سماح. ولما علم خطاب بالأمر راح يضرب أبو ماضي وأبو حديد وأبو الصيد وحلق شواربهم، عندها أمر أبو حمدي أبو ماضي وأبو حديد وأبو الصيد بقتل خطاب، وقتل أبو ماضي أخو خطاب من أبوه ابن عزيزة نزار وهربت بنت أبو حمدي كريمة من البيت وذهبت إلى خطاب لتخبره أن أخيه وأولاد عمه سوف يقتلوه وجاء محروس الذي كان قد أُرسل إلى إسطنبول إلى أبو ناجي لقتله.

## الجزء الثاني
فور انتهاء عزاء بنت أبو حمدي ونزار أخو خطاب وهروب بنت أبو حمدي، رجع أبو ناجي من إسطنبول مما أثار خوف أبو عطا من أن يفضح في الحارة، وفريدة زوجة أبو عطا تريد أن ترى ابنها من أبو ناجي، وخوف زوجة أبو ناجي أن يعرف ناجي أن أمه فريدة ومحاولة فريدة أن ترى ناجي لكنه يرفض، وقع صدام بين أولاد أبو عطا وناجي وأولاد أبو حمدي، واعتدى أمين على ناجي وخطاب وأولاد أبو حمدي وأبو عذاب، لم يعلم أبناء الحارة أن أمين وعطا وناجي أخوة، حاولت كريمة بنت أبو حمدي مقابلة خطاب؛ وحاولت سماح الزواج من خطاب بعد هروب أبو ماضي من خطاب، لكن خطاب رفض لأن أخيها قتل أخيه نزار وأمر أبو حمدي ابنه حمدي بالتسلل لبيت خطاب بحثاً عن كريمة، اتهم أبو حمدي خطاب بقتل بنت الحارس خجو وهرب خطاب من السجن وجاء خطاب خبر يفيد بأن بنت أبو حمدي «كريمة» على قيد الحياة فتزوجها وانتهى المسلسل بإعدام أبو حمدي وسجن عزيزة.

## أبطال المسلسل
- سامر المصري بدور خطاب الزيات (الدبور)
- خالد تاجا بدورأمين البكواتي (أبو حمدي)
- أسعد فضة بدور عبد الله الصواف (أبو عطا)
- نادين بدور هند خانم البكواتي
- سحر فوزي بدور عزيزة خانم الزيات (أم هشام)
- غزوان الصفدي (الجزء الأول)، سعد مينه (الجزء الثاني) قاموا بدور حمدي البكواتي
- أنطوانيت نجيب الحاجة أم عبد الله ، والدة أبو عطا
- ميلاد يوسف بدور ناجي التوات (ابن أبو ناجي)
- علي كريم بدور تيسير الصواف (أبو أشرف)
- أحمد مللي بدور أبو ماضي الحميماتي
- عدنان أبو الشامات بدور أبو عدنان الحلاق
- لينا دياب بدور كريمة البكواتي
- جلال الطويل بدور أبو عذاب
- صباح عبيد بدور غازي التوات (أبو ناجي)
- دانا جبر بدور سماح (أخت أبو ماضي)
- ليليا الأطرش زهرية الصواف (بنت أبو عطا)
- إياد أبو الشامات (الجزء الأول)، علاء قاسم (الجزء الثاني) قاموا بدور هشام الزيات
- محمد قنوع بدور أشرف الصواف
- علي سكر بدور عدنان الحلاق
- أيمن بهنسي بدور صلاح البكواتي (أبو جابر)
- حسام الشاه بدور عطا الصواف
- أمية ملص بدور أم ناجي
- أمانة والي بدور فريزة خانم الصواف (أم عطا)
- ناهد حلبي بدور أم أشرف الصواف
- زهير عبد الكريم بدور أبو فخري
- نزار أبو حجر بدور أبو رسمي
- يزن السيد بدور جابر البكواتي
- سلافة عويشق بدور الداية خالدية
- طارق مرعشلي بدور رشيد
- حسن دكاك بدور شيخ الحارة
- رزان أبو رضوان بدور أم رمزي البكواتي
- عبدالرحمن آل رشي بدور المختار أبو مراد
- بسام لطفي بدور أبو سعدو الحارس الأول
- بسام مرهج (الجزء الأول)، سليم تركماني (الجزء الثاني) قاموا بدور أبو مستو الحارس الثاني بعد رحيل الحارس الأول أبو سعدو
- رندة مرعشلي بدور نورية زوجة أبو حمدي الثانية
- سليم كلاس بدور أبو جوزيف

## وصلات خارجية
- السينما: الدبور الجزء الثاني